# Mörtträsket (Lycksele socken, Lappland)
Mörtträsket är en sjö i Lycksele kommun i Lappland och ingår i Umeälvens huvudavrinningsområde. Sjön har en area på 1,54 kvadratkilometer och ligger 276 meter över havet. Sjön avvattnas av vattendraget Mörtträskbäcken. Vid sjön hittades 1963 en gulglänsande armring som visade sig vara en del av Mörtträskfyndet, ett depåfynd av metallföremål från mitten av 1300-talet.

## Delavrinningsområde
Mörtträsket ingår i det delavrinningsområde (718924-160649) som SMHI kallar för Utloppet av Mörtträsket. Medelhöjden är 293 meter över havet och ytan är 9,22 kvadratkilometer. Det finns inga avrinningsområden uppströms utan avrinningsområdet är högsta punkten. Mörtträskbäcken som avvattnar avrinningsområdet har biflödesordning 3, vilket innebär att vattnet flödar genom totalt 3 vattendrag innan det når havet efter 198 kilometer. Avrinningsområdet består mestadels av skog (66 procent) och sankmarker (14 procent). Avrinningsområdet har 1,59 kvadratkilometer vattenytor vilket ger det en sjöprocent på 17,2 procent.